# Арцимович, Михаил Викторович
Михаи́л Ви́кторович Арцимо́вич (7 (19) июня 1859 — 20 мая 1933) — русский государственный деятель, сенатор, шталмейстер.

## Биография
Родился 7 (19) июня 1859 года в родовом поместье Рунторт (тогда находилось в Витебской губернии, ныне — Лудзенский край Латвии). Происходил из потомственных дворян; имел в Люблинской губернии родовой майорат в 2000 десятин земли. Сын действительного тайного советника Виктора Антоновича Арцимовича и Анны Михайловны Жемчужниковой (1832—1908). Племянник братьев Жемчужниковых — создателей образа Козьмы Пруткова.
Окончил частную гимназию Карла Мая (1877) и Императорский Санкт-Петербургский университет со степенью кандидата прав (1881).
Отбыв воинскую повинность в Кавалергардском полку, начал службу причисленным к Министерству юстиции, однако вскоре перешёл в Министерство внутренних дел. Был чиновником особых поручений при Костромском губернаторе, а затем чиновником особых поручений по крестьянским делам при министре внутренних дел (1888—1894).
В 1896 году, при образовании инспекторского отдела собственной Е. И. В. канцелярии, перешёл туда в качестве помощника старшего чиновника, а с 1897 года — старшего чиновника. Был пожалован в камергеры (1896) и произведен в действительные статские советники (1899). Одновременно состоял секретарём Комитета о домах трудолюбия и работных домах (с 1896), а также почётным мировым судьей Режицкого округа.
В 1902 году вернулся в МВД, занимал посты Сувалкского (1902—1904) и Петроковского (1904—1905) губернатора, а 2 декабря 1905 года был переведён на ту же должность в Тульскую губернию. Со службой в Туле связан следующий скандал. Чиновником особых поручений при губернаторе был сын знаменитого писателя граф Андрей Львович Толстой. Он завёл роман с женой Арцимовича и уговорил её развестись с супругом. В 1906 году оба оставили свои семьи. Все шестеро детей от первого брака остались с Михаилом Викторовичем, а в июле 1907 года он подал в отставку с поста Тульского губернатора.
В декабре 1911 года был назначен Витебским губернатором, а в следующем году пожалован в шталмейстеры. 6 декабря 1915 года был назначен сенатором, присутствующим в департаменте герольдии.
Кроме государственной службы, принимал участие в общественной жизни: состоял членом Комитета попечительства о трудовой помощи и почётным мировым судьей Люцинского уезда (с 1890).
После Октябрьской революции в эмиграции в Латвии, жил в поместье Рунторт близ Лудзы. Вместе с сыном Григорием организовал в поместье убежище для белогвардейской агентуры, которая забрасывалась в Советский Союз.
Скончался 20 мая 1933 года в своем имении.

## Награды
- Орден Святой Анны 3-й ст. (1888);
- Орден Святого Владимира 3-й ст. (1902);
- Высочайшая благодарность (1904);
- Орден Святого Станислава 1-й ст. (1904).
- вензельный знак Имени Е. И. В. императора Александра III;
- медаль «В память царствования императора Александра III»;
- медаль «В память коронации Императора Николая II»;
- медаль «В память 300-летия царствования дома Романовых»;
- Знак отличия «за труды по землеустройству».

Иностранные:
- персидский орден Льва и Солнца 1-й ст. (1903);
- итальянский орден Святых Маврикия и Лазаря, большой офицерский крест со звездой (1903);
- прусский орден Короны 2-й ст. со звездой (1905).

## Семья
До 1907 года был женат на Екатерине Васильевне Горяиновой (1876—1960). Имел двух дочерей и четверых сыновей, среди которых:
- Виктор (1895—1945), воспитанник Пажеского корпуса (1917). Поручик лейб-гвардии Уланского Его Величества полка. В эмиграции во Франции[2].
- Михаил (1897—1917), воспитанник Пажеского корпуса (1917). Прапорщик лейб-гвардии Преображенского Полка, участник Первой мировой войны. Был оставлен раненным во время отступления в бою под Тарнополем.
- Григорий, ротмистр лейб-гвардии Кирасирского полка. В эмиграции в Латвии.